# Percepção extra-sensorial nos animais
Tem havido numerosos estudos para determinar se os animais possuem percepção extra-sensorial, ou psi animal; Joseph Banks Rhine cunhou o termo anpsi para se referir a habilidades psíquicas em animais.

## Estudos
O parapsicólogo Helmut Schmidt e o biólogo Remy Chauvin alegaram que a percepção extra-sensorial pode ser encontrada em animais, através do resultado de várias experiências que ambos conseguiram extrair. Chauvin fez experimentações com ratos e os seus resultados foram 58% em relação ao nível do acaso, nisto, não foi evidenciada nenhuma explicação óbvia para o comportamento do animal e concluiu-se que os ratos são mais propensos a ter usado uma forma de percepção extra-sensorial.
Na universidade de Yale, Backster realizou o "experimento da aranha" diante dos universitários que representavam uma plateia e tanto para este tipo de experiência. As plantas reagiram à entrada de uma aranha no recinto, mesmo antes do fato de que a aranha começasse a correr de alguém que combatia veementemente os seus movimentos. "A impressão que se tinha é de que cada decisão da aranha para escapulir era apreendida pela planta, causando assim uma reação na folha". - Clive Backster.